# Paracobitis rhadinaeus
Paracobitis rhadinaeus är en fiskart som först beskrevs av Regan, 1906.  Paracobitis rhadinaeus ingår i släktet Paracobitis och familjen grönlingsfiskar. Inga underarter finns listade i Catalogue of Life.